# 法國反布爾什維克主義志願軍團

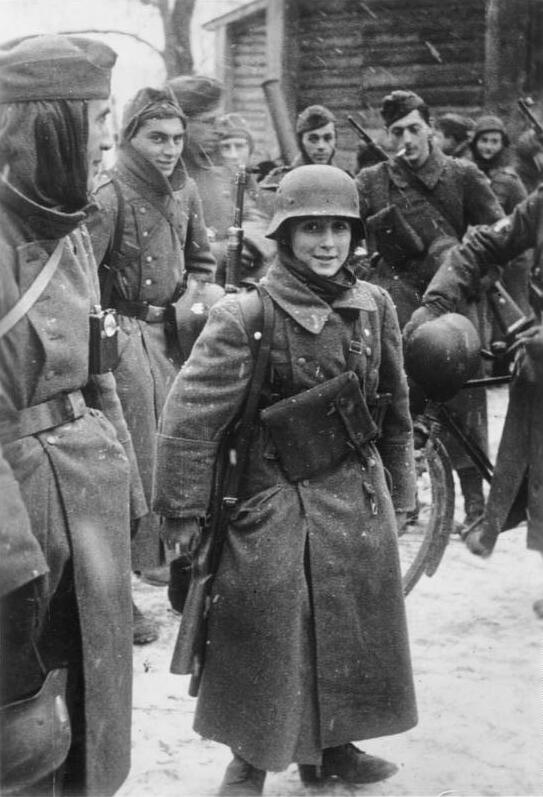
1941年蘇聯，在法國軍團中服役的15歲少年

法国反布尔什维克主义志愿军团（法語：Légion des volontaires français contre le bolchévisme），德國稱第638步兵團（德語：Infanterie-Regiment 638）是1941年7月8日维希法国建立的协从民兵组织，参与纳粹德国入侵苏联的作战以及对抗苏联游击队的作战。1944年9月1日解散，余部被编入武装党卫队第33（查理曼）师，参与柏林战役。

## 歷史

### 編成
志愿者是通过巴黎的招募办公室招募的。第一批被派往阿尔萨斯作为法国党卫军志愿突击旅接受训练，军官則在黨衛軍青年學校接受训练。他們组成了国防军第638步兵团，驻扎在波兰。第638步兵团第一次部署于1941/42年冬季在东线进行。该单位隶属于第7步兵师，参加了向莫斯科挺进的行动。在这些战斗中，罗杰·拉邦纳上校指挥该部队导致损失惨重，在防御战中被撤出，不再作为前线部队使用。

### 反游击队作战行动
1941/42年初，第638步兵团被划归中央后方军区指挥，由马克斯·冯·申肯多夫指挥。自1942年10月15日起，该部队由国防军领导，称为“法国强化掷弹兵团638”。六个月后，它被三色军团（法語：Légion tricolore）取代，直到被法國反布爾什維克主義志願軍團（LVF）吸收。法国部队的营和连有2,400至3,500人，被分为不同的部分，并在白俄罗斯与苏联游击队作战。首次参与的反游击队战斗发生在1942年7月下旬，国防军“埃里卡”连队参与了一场由300名游击队员组成的战斗。法国人逮捕了500名平民。
1942年8月，LVF派出11个营参加了为期两周的“格赖夫”行动，与两个警察团一起杀死了498人，其中LVF共有14人死亡。在清剿战斗中发现一辆坦克、一门枪、三门高射炮、地雷和炸药，但没有发现一支步枪。根据苏联的消息，受害者人数约为900名无辜老人、妇女和儿童被杀，几个村庄被烧毁，另有910人被驱逐到德意志帝国进行强迫劳动。在其他LVF部队参与的反游击队活动，几乎总是以屠杀平民结束，随后是1942年9月的“尤勒”行动、1942年10月的“猎野兔”和“猎鸭”行动。法国人还参加了“绥靖”行动。
1942年10月，党卫军和警察在卡尔斯巴德行动中，有1,051人被枪杀，多个村庄被烧毁，牲畜被没收。

### 针对苏联军队的行动
1943年，法国军团被分配到德国的各个师，直到1943年6月再次由埃德加·普奥上校指挥。6月25日，布里杜少校指挥的LVF部队与苏军在博布尔河的进攻进行了48小时的连续战斗。在战斗机、5辆虎式坦克和一支党卫军部队的支援下，他们击退了苏联的进攻。这次行动被认为是LVF最成功的行动，在法军阵地前摧毁了40辆苏联坦克。苏联公报谈到“法国两个师的伤亡”“阻止了他们的军队。1942年4月至1943年1月期间，共有13名法国人携带武器叛逃。1943年11月，法军占领的沃洛索维奇驻军基地集体叛逃，可能是因为士气低落。

### 维希政权的立场

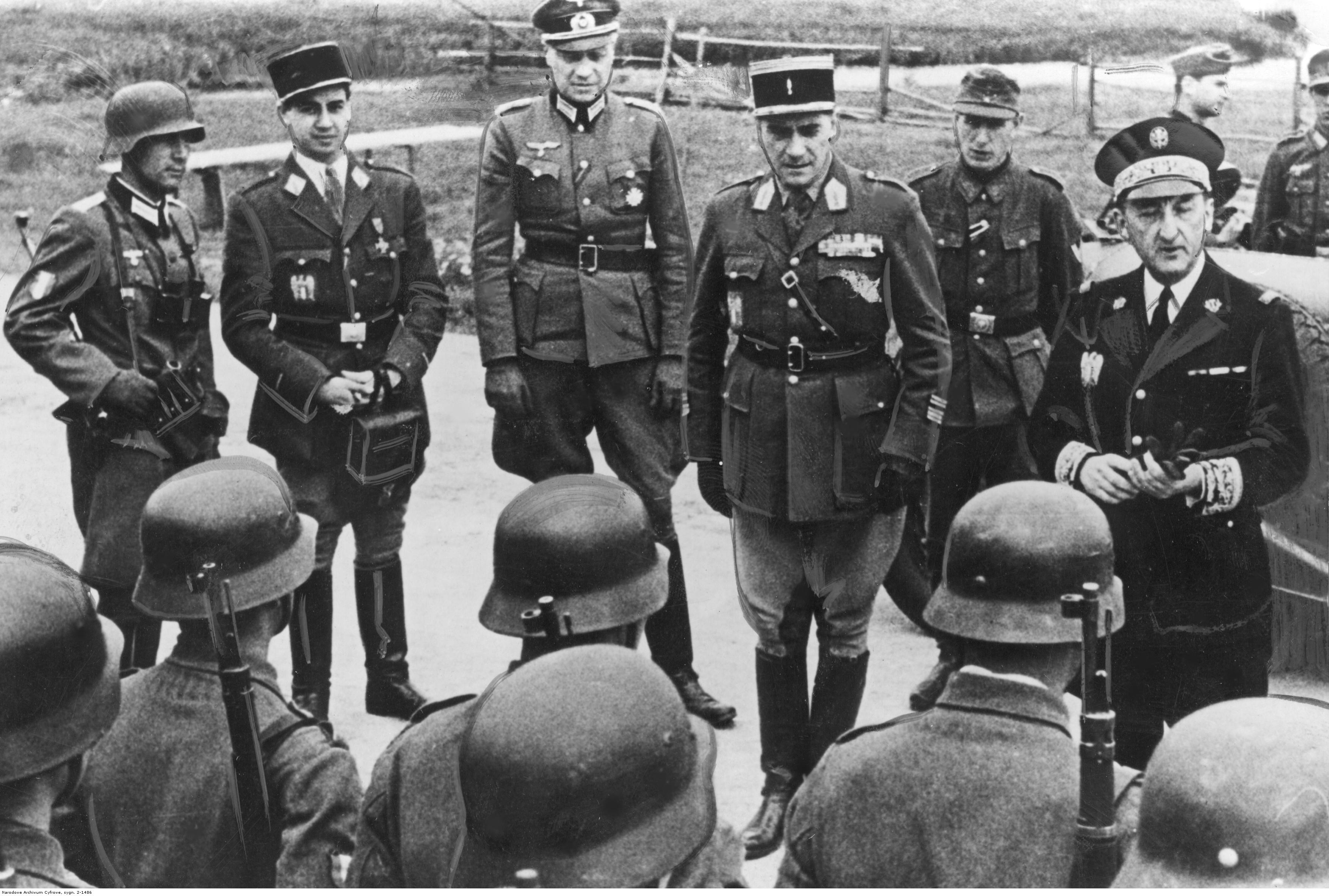
1943年9月，維希部長費爾南·德·布里農（Fernand de Brinon）視察LVF。普奧德（右起第三位）和其他军官身穿法國制服，頭戴凱皮帽。

该军团此前仅得到维希政权基层边缘的支持，直到获得德国驻巴黎大使奥托·阿贝茨的支持。法国军团只有12,000名战士报名参加，而不是预期的100,000名战士。维希政权并没有欣喜地宣传穿着国防军制服作战的部队，而是禁止停战军现役军官参与其中。另一方面，维希政府认为这是好战的极端合作者的一个有用的出口，他们应该向东线发泄失望和愤怒，而不是通过宣传来给贝当政府抹黑。
法国军团中其中有110名布列塔尼人（实际上占1%，尽管布列塔尼人口几乎占法国总人口的10%），他们宁愿参加对苏战争，也不愿在德意志第三帝国参加强迫劳动。

### 解散和重组
法国军团还在一直在乌克兰与红军作战，直到1944年6月返回法国。1944年7月23日，LVF在海因里希·希姆莱的命令下解散。1944年9月，1,200名LVF幸存者与国防军和武装党卫队的其他法国志愿部队以及法国军队的法国卫队成员一起组建了党卫军查理曼”武装掷弹兵旅，即后来的武装党卫队第33（查理曼）师。